# Laleh (namn)

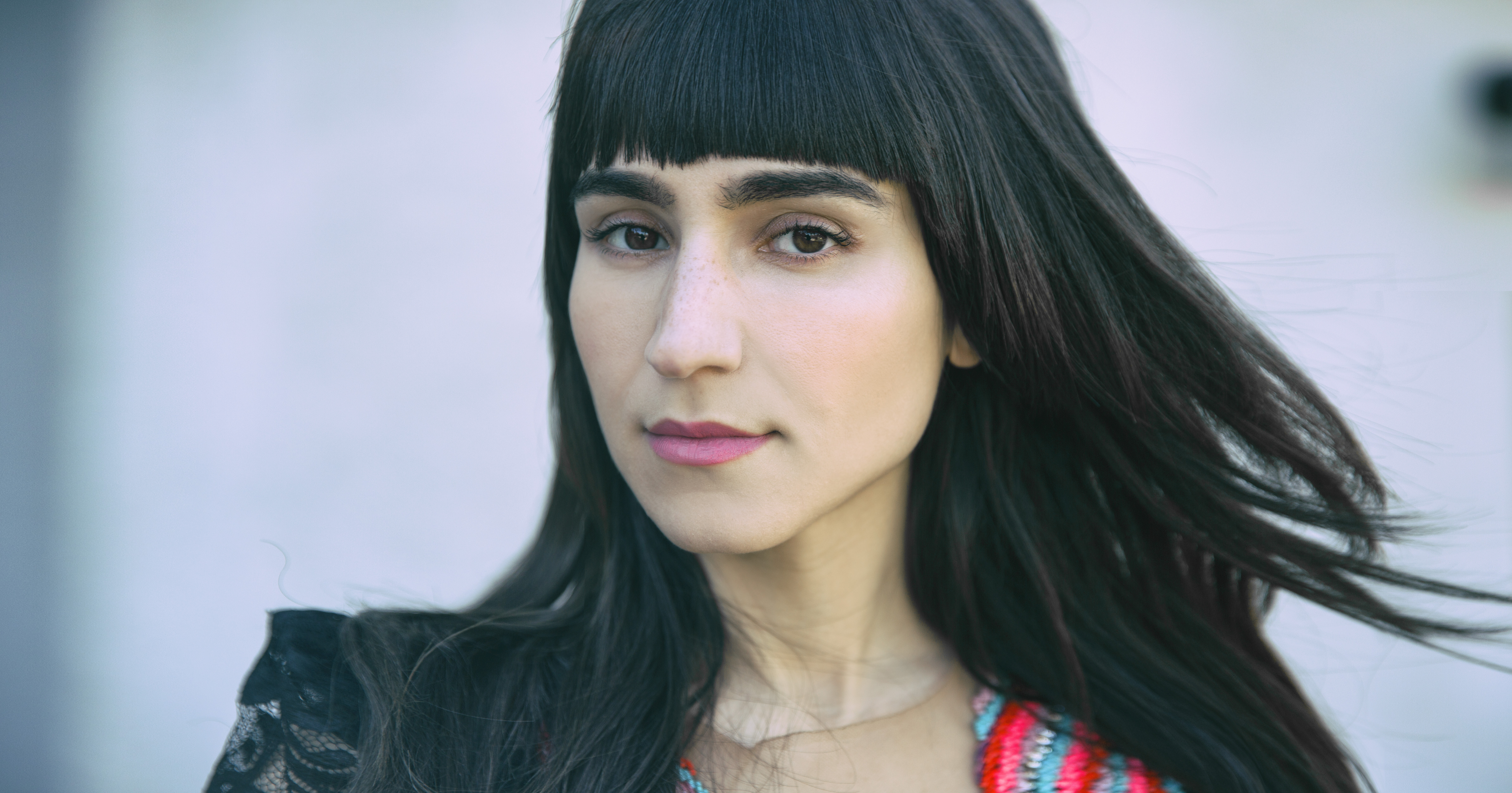
Laleh, 2016.

Laleh (persiska: لاله, IPA:/ˈɫa:le/) är ett persiskt kvinnonamn som betyder tulpan på persiska.

## Personer med namnet Laleh
- Laleh Pourkarim, musikartist
- Laleh Bakhtiar, iransk-amerikansk författare och översättare

## Källhänvisningar
1. ↑  "Laleh". alltforforaldrar.se. Läst 29 mars 2015.